# A24 (Italië)
De A24 of Autostrade 24 is een Italiaanse autosnelweg en tolweg door de Apennijnen. Het is de verbinding tussen de steden Rome, waar hij begint als een stadssnelweg, L'Aquila en Teramo. Bij Teramo sluit de snelweg aan op de SS80racc, een autoweg die naar de A14 / E55 voert. 
De weg is 166,5 kilometer lang en passeert een aantal tunnels waarvan de langste, de Gran Sassotunnel, een lengte heeft van ongeveer 10 kilometer. De E80 loopt mee vanaf Rome tot aan Torano waar hij overgaat naar de A25 richting Pescara.